# Woo
Woo ist eine US-amerikanische Filmkomödie, produziert 1998. Die Regie führte Daisy von Scherler Mayer.

## Handlung
Darlene Bates („Woo“) sucht Liebe ohne Erfolg. Sie hat eine Beziehung mit einem machohaften Drogenhändler, die abrupt beendet wird.
Darlene verabredet sich mit dem schüchternen Tim, den sie durch ihren Freund, einem Transvestiten, kennenlernt.

## Kritiken
- James Berardinelli: Die Komödie sei dumm, sie hätte aber schlimmer sein können, als sie sei. Einige Szenen seien witzig. Jada Pinkett Smith und Tommy Davidson seien jedoch nicht imstande, die Schwächen des Drehbuchs auszugleichen.
- Roger Ebert, „Chicago Sun-Times“: Die Charaktere seien nicht etabliert, die Witze seien flach („easy slapstick“).